# Conventico-grotterne
Conventico-grotterne er historiske huler eller grotter beliggende i Melilla la Vieja ("Gamle Melilla", en fæstning). De er tilgængelige fra Museo de arte Sacro de Melilla ('Museet for hellig kunst') i den spanske by Melilla, og er en del af det historiske kunstneriske kompleks i byen Melilla, et aktiv af kulturel interesse.

## Historie
Til at begynde med var de naturlige huler gravet af vandet i Trápana-bugten, brugt af fønikere, romere og arabere til at søge tilflugt og reparere deres skibe inde i det store hulrum, endelig af spanierne, som i det 18. århundrede gravede flere niveauer over de naturlige huler at skabe forsyningslagre. Deres mest berømte brug var dog under belejringen af Melilla (1774-1775), hvor de blev brugt til at huse befolkningen. 
I 1925, med anlæggelsen af havnen i Melilla, blev bugten fyldt med sand og dannede en strand. Mellem 1993 og 1995 blev der bygget en parabolsk bue og mure mod Trápana Cove, og efterfølgende blev murstenshvælvinger bygget på tredje niveau, og gaderne ovenfor, såsom Miguel Acosta og Concepción, blev asfalteret på grund af risikoen for kollaps. Hulerne blev åbne for besøgende i anledning af det femte århundrede for den spanske besættelse af Melilla, med lægning af trægulve. Mellem 1998 og 2000 blev det første niveau forstærket og stabiliseret, alle niveauer blev forbundet, toiletter og en renser blev bygget under trappen, der fører ned til Trápana. 

## Beskrivelse
Conventico Caves præsenterer et gigantisk åbent hulrum, forstærket af en parabolsk bue i sten og mursten og er organiseret på tre sammenhængende niveauer, fra laveste til højeste. Det første niveau består af to krydsede skibe, brugt som kirke, det andet er et sæt rum, der kommunikerer med hinanden og med vinduer udadtil, mens det tredje niveau ligner det andet, men med mindre og lavere rum. 